# Speak Now (Taylor’s Version)
A Speak Now (Taylor’s Version) Taylor Swift amerikai énekes harmadik újrafelvett stúdióalbuma. A lemez Swift harmadik stúdióalbumának, a Speak Now-nak (2010) az újrafelvett kiadása. A Republic Records kiadón keresztül jelent meg 2023. július 7-én. Az album azt követően született meg, hogy 2019-ben jogi vita alakult ki diszkográfiája maszterfelvételeiről. Az albumot hatodik koncertturnéjának, az Eras Tournak az első nashville-i koncertjén jelentette be, 2023. május 5-én.
A Speak Now (Taylor’s Version) olyan dalokból áll, amelyeket kizárólag Swift írt. A Christopher Rowe-val közösen készült Speak Now deluxe kiadásában 16 számának újrafelvételét, valamint hat korábban kiadatlan From the Vault számot jelentettek meg, amik elkészítésében részt vállalt Jack Antonoff és Aaron Dessner. Két vault számban közreműködik a Fall Out Boy és Hayley Williams. A Speak Now (Taylor’s Version) egy country-pop és pop-rock album, amely különféle rockstílusokat ötvöz, mint például az emo, a pop-punk és az alternatív rock. Hangzását hangsúlyos elektromos gitárok, dinamikus dobok és vonós hangszerek jellemzik. Az album témái Swift serdülőkorából merítenek. A dalok többnyire a szerelemről, a különböző sérelmekről és a szívfájdalomról szólnak, kimondatlan vallomások konceptalbumát alkotva ezzel.
A zenekritikusok többnyire dicsérték Swift érzelmileg lebilincselő dalszerzését az albumon és vokális előadásainak érett hangvételét, bár a Better than Revenge című számban szereplő dalszöveg megváltoztatása vegyes fogadtatásban részesült. A Speak Now (Taylor’s Version) album többek között Ausztrália, Kanada, Spanyolország, Svédország és az Egyesült Királyság albumlistáinak élére került. Az Egyesült Államokban ez volt Swift 12. lemeze, amely vezette a Billboard 200-as listát, megdöntve Barbra Streisand rekordját a női előadók által készített legtöbb listavezető album tekintetében. Mind a 22 dala felkerült a Billboard Hot 100-as listájára, a videoklippel is ellátott I Can See You pedig az ötödik helyezést érte el.

## Háttér

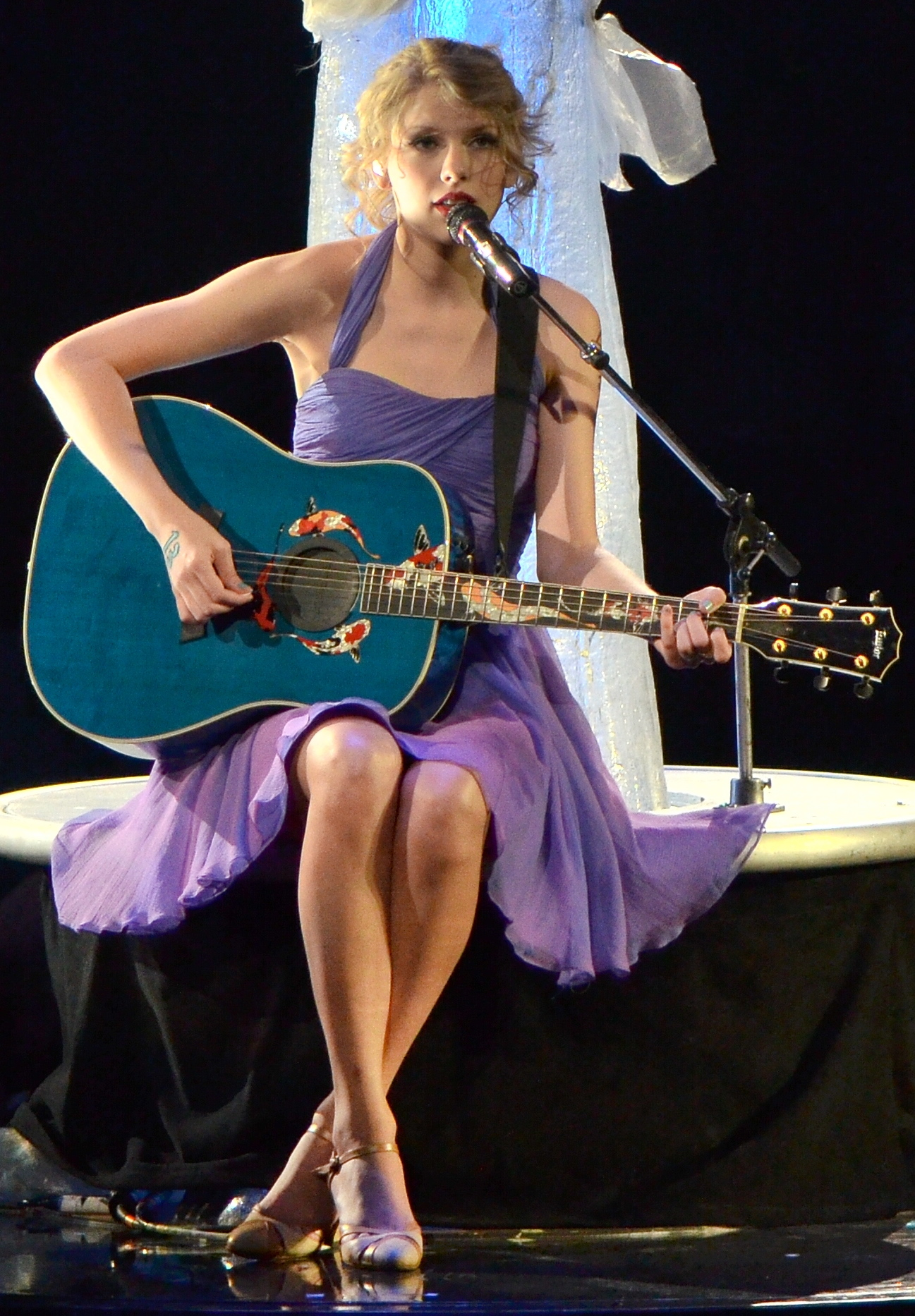
Swift fellép a Speak Now világ körüli turnén (2011–2012)

Taylor Swift 2005-ben lemezszerződést írt alá a Big Machine Recordsszal, egy nashville-i székhelyű független lemezkiadóval. A szerződés részeként a Big Machine birtokolta Swift első hat stúdióalbumának jogait, a Taylor Swifttől (2006) a Reputationig (2017). Swift harmadik stúdióalbumának, a Speak Now-nak a standard kiadását teljes egészében maga írta, a produceri munkát pedig Nathan Chapmannal végezte, aki a két korábbi albumán is dolgozott. Az album 2010. október 25-én jelent meg a Big Machine gondozásában. A korábbi albumainak country-pop stílusát bővíti ki a mainstream popelemekkel és az 1970-es és 1980-as évek rock stílusainak keményebb elemeivel, mint például a pop-rock, az arena rock és a new wave rock. A Speak Now 2010-ben bekerült a Guinness Rekordok Könyvébe, mint a legkelendőbb digitális album női előadótól az Egyesült Államokban, és 2012-ben a legjobb countryalbum kategóriában jelölték az 54. Grammy-díjátadón. A The New York Times 2010-ben azt írta, hogy az album erős eladásai bizonyították, hogy Swift „túllépte a műfaj korlátait, és popmegasztárrá vált”.
2018 augusztusára Swift szerződése a Big Machine-nel lejárt; új szerződést írt alá a Republic Recordsszal, a Universal Music Group egyik leányvállalatával, amely biztosította számára az új zenéinek maszterváltozatainak tulajdonjogát. 2019-ben Scooter Braun menedzser és cége, az Ithaca Holdings felvásárolta a Big Machine Recordsot. Swift Big Machine által kiadott albumainak jogai gyakorlatilag Braunhoz kerültek, ami nyilvános vitához vezetett Swift és az üzletember között. Swift elítélte a felvásárlást, és 2020 novemberében elkezdte újra felvenni első hat stúdióalbumát. Az albumok újrafelvételével Swift teljes tulajdonjogot szerzett az új masterek felett, ami lehetővé tette számára, hogy ellenőrizze dalainak kereskedelmi célú licencelését, és így helyettesítse a Big Machine tulajdonában lévő mastereket.
Swift 2021-ben adta ki első két újrafelvett albumát: a Fearless (Taylor’s Version)-t áprilisban, a Red (Taylor’s Version)-t pedig novemberben; az előbbi Swift második stúdióalbumának, a Fearlessnek (2008), az utóbbi pedig a negyediknek, a Rednek (2012) az újrafelvett változata. Az eredeti dalok Taylor’s Version alcímmel ellátott reprodukált változatai mellett minden album számos kiadatlan számot tartalmaz, amelyeket From the Vault jelöléssel láttak el. Megjelenésük után mindkét újrafelvételt tartalmazó album jobban teljesített a kereskedelmileg és kritikailag, mint eredeti társaik. Hatodik fő koncertturnéjának, az The Eras Tournak az első nashville-i fellépésén, 2023. május 5-én Swift bejelentette a harmadik újrafelvett albumának a megjelenését, a Speak Now (Taylor’s Version)-t.

## Zene és dalszöveg

### Áttekintés
A Speak Now (Taylor’s Version) 22, kizárólag Swift által írt számot tartalmaz, amelyek közül 16 a Speak Now 2010-es deluxe kiadásának dalainak újrafelvétele, kivéve az If This Was a Movie-t, amelyet az újrafelvettektől külön adtak ki. Hat számot jelöltek meg „From the Vault”-ként, melyeket Swift írt és szeretett volna felvenni az eredeti albumra, de végül nem tette meg. A Fall Out Boy közreműködik az "Electric Touch" című vault számban, Hayley Williams pedig a "Castles Crumbling"-ben.
Swift a közösségi médiában osztotta meg, hogy a Speak Now újrafelvétele arra késztette, hogy úgy emlékezzen vissza rá, mint egy albumra, amely „a felnőtté válásról, a kicsapongásról, a repülésről és a zuhanásról szól... és arról mesél, hogyan élhet úgy hogy beszélhessen róla”, serdülőkora hatására pedig „brutális őszinteséget, szűrés nélküli naplóbeszédben írt vallomásokat és vad vágyakozásokat” testesített meg. A Speak Now (Taylor’s Version) album dalai Swift serdülőkorból felnőttkorba való átmenetét tükrözik; önéletrajzi ihletésű dalszövegek segítségével tárják fel a szerelemből és az életből fakadó érzéseket, mint például a szívfájdalom és a tinédzserkori szorongás. Néhány dalt Swift hírneve ihletett. Összességében Swift által a dalai témáinak átadni kívánt kimondatlan mondanivalója laza koncepciót alkotnak. Az összes újrafelvett szám megtartotta eredeti dalszövegét, kivéve a „Better than Revenge”-et, melynek refrénjében a „She’s better known for the things that she does on the mattress” („Ismertebb a matracon végzett tevékenységeiről") sort a „He was a moth to the flame, she was holding the matches” („Olyan volt, mint a moly a lángok között, ő pedig a gyufát tartotta.") sorral helyettesítették.
Swift volt a producere a Speak Now (Taylor’s Version) összes számának. Az újrafelvett számokat Christopher Rowe-val, a vault számokat pedig Aaron Dessnerrel és Jack Antonoff-fal készítette. A Speak Now (Taylor’s Version) egy country pop és pop-rock album. Különböző rockstílusok elemeit ötvözi, mint például a pop-punk, az emo és az alternatív rock. Az újrafelvett változatban az összes eredeti szám hangzásilag keményebb az eredetihez képest. Alex Berry zenekritikus a rock, a country és a pop keverékeként jellemezte az albumot, a Spin énekese, Bobby Olivier pedig a rock hangzást a „pergő elektromos gitárok, nehezebb dobok és ingatag refrének” produkciós elemeinek tulajdonította. A Rolling Stone magazinban Maura Johnston azt írta, hogy Swift dalszerzése country gyökereket mutat, miközben merít a pop-rock hangzásból, amely akkor volt népszerű, amikor az eredeti albumot írta; ezt a gondolatot osztotta a Variety Chris Willmanja is, aki Swift által keresett hangzást „organikus pop-rock zenekaros hangzásként” írta le, amely megragadta „a 2010-es évek stilisztikai szellemét”.

### From the Vault számok
Az Electric Touch című szám, melyben a Fall Out Boy is közreműködik, egy pop-rock és pop-punk dal, melyet elektromos gitárriffek és egyre dinamikusabb dobok tesznek teljessé. Ebben Swift duettet énekel a Fall Out Boy frontemberével, Patrick Stumppal. A dalszövegek az újdonsült románc miatti ellentmondásos érzésekről szólnak, mint például a szorongás, a pesszimizmus, az izgalom, a remény és az önbizalomhiány. A „When Emma Falls in Love” egy lágy zongoraballada, amely bendzsót is tartalmaz, country és pop elemeket mutatva be. A dalszövegben Swift karaktere egy barátja szerelmi életét és jellemét figyeli meg. Az I Can See You című szám groove-ját ritmikus elektromos gitár hangszereli, amely indie rock és surf rock elemeket is tartalmaz. A dalszöveg szexuális tartalmú célzásokat tartalmaz.
A Castles Crumbling egy duett Swift és Williams között. Ez egy zongoraballada a hírnév terhével való megbirkózásról, és a rajongók érdeklődésének esetleges elvesztéséről szól. A Foolish One a szerelmi naivitásunk önkritikájáról szól. Ez egy country popdal, melyet akusztikus gitárpengetések és programozott dobok vezérelnek. A záróballadában, a Timelessben Swift egy régiségboltban párok régi fotóit keresi, és beleéli magát az életükbe, elképzelve, ahogy egy háborúba vonult szerető után vágyakozik. A dal hangszerelése főként akusztikus gitárokból és orgonából áll, ukulele és fuvola hangsúllyal.

## Kiadás
Miután 2023. május 5-én bejelentették a Speak Now (Taylor’s Version) című albumot a The Eras Touron, Swift a közösségi médiában tette közzé a dallistáját. Június 9-én a francia Ouest-France újság arról számolt be, hogy letartóztattak egy Le Mans-i ideiglenes munkavállalót, aki egy raktárból ellopott 10 Speak Now (Taylor’s Version) bakelitlemezt, majd azokat a Leboncoin apróhirdetési oldalon értékesítette. A munkást nyolc hónap börtönbüntetésre ítélték. Az ügyész kijelentette, hogy csak a nyolc eladatlan LP-t sikerült visszaszerezni a munkástól; a két eladott példány holléte továbbra ismeretlen.
Swift június 24-én tette közzé a "Mine" című dal újrafelvett verziójának egy részletét a közösségi médiában, és a "Back to December" című számot egy Amazon Prime Video sorozat, a The Summer I Turned Pretty előzetesében június 29-én. A Speak Now (Taylor’s Version) 2023. július 7-én jelent meg. A Speak Now (Taylor’s Version) standard bakelit kiadása három márványos lila LP lemezből áll. Két további lila és orchidea márványos változatot is kiadtak. A Universal Music Japan két kizárólag japánul megjelent fizikai verziót, egy standard CD-t és egy deluxe 7 hüvelykes borítót adott ki 2023. augusztus 16-án.
Amikor az album július 7-én megjelent, Swift a The Eras Tour első Kansas City-i koncertjén mutatta be az I Can See You című dal videoklipjét. Másnap felkerült a hivatalos YouTube-csatornájára. A Swift által rendezett és írt videoklipben olyan sztárok szerepelnek, mint Taylor Lautner, Joey King és Presley Cash; utóbbi kettő korábban Swift "Mean" (2011) című dalához készült videoklipjében is szerepelt. 2023. július 13-án a Swift kiadta az album digitális deluxe kiadását, amelyen a Dear John és a "Last Kiss élő felvételei is hallhatók a The Eras Tour minneapolisi, illetve kansasi koncertjeiről.

## Kritikai fogadtatás
A Metacriticen, amely a kiadványok értékelései alapján súlyozott átlagot rendel, az album 14 kritika alapján 100-ból 81 pontot kapott, ami „egyetemes elismerést” jelez. AnyDecentMusic? 13 kritikát gyűjtött össze, és a kritikai konszenzus értékelése alapján 10-ből 7,6-os értékelést adtak az albumnak.
Maura Johnston, a Rolling Stone munkatársa kijelentette: A Speak Now (Taylor’s Version) „kitágítja a mérföldkőnek számító albumról alkotott képünket,” nyersebb produkciós minőséggel. Ugyanezen magazin brit kritikusa, Mark Sutherland azt írta: „megerősítő, elemi ereje, fortyogó fájdalma, ami ilyen kiemelkedő lemezzé tette az eredeti Speak Now-t, változatlan maradt.” Annabel Nugent (The Independent), Poppie Platt (The Daily Telegraph), Jonathan Keefe (Slant Magazine), Rachel Caroll (PopMatters), Stephen Thomas Erlewine (AllMusic) és Will Hodgkinson (The Times) kritikái dícsérték az album élesebb produceri munkáját, érzelmi lendületét, a vault dalok nüanszát, valamint Swift erőteljes és kifinomult énekhangját. Alex Hopper, az American Songwriter és Kelsey Barnes, a The Line of Best Fit munkatársa méltatta az album katarzisát, amiért a serdülőkort ilyen pontosan ábrázolja. Bobby Olivier lemezkritikus méltatta az album „rockeleganciáját” és Swift „érett és texturált vokális teljesítményét.”
A Better than Revenge dalszövegének megváltoztatása gyakori vitapont volt a kritikákban, mert egyesek feleslegesnek nevezték. Mások értékelték a változást, és úgy vélték, hogy ez összhangban van Swift megváltozott nézőpontjával felnőtt nőként. A The Guardian laptól Laura Snapes és a Pitchforktól Vrinda Jagota szerint Swift hangja, annak ellenére, hogy „sokkal gazdagabb,” mint 2010-ben, elvesztette „fiatalos tónusát” és „tinédzserkori szorongását,” de ennek ellenére lenyűgözőnek tartották az album fejlett dalszerzését és zenei következetességét.

## Kereskedelmi teljesítmény

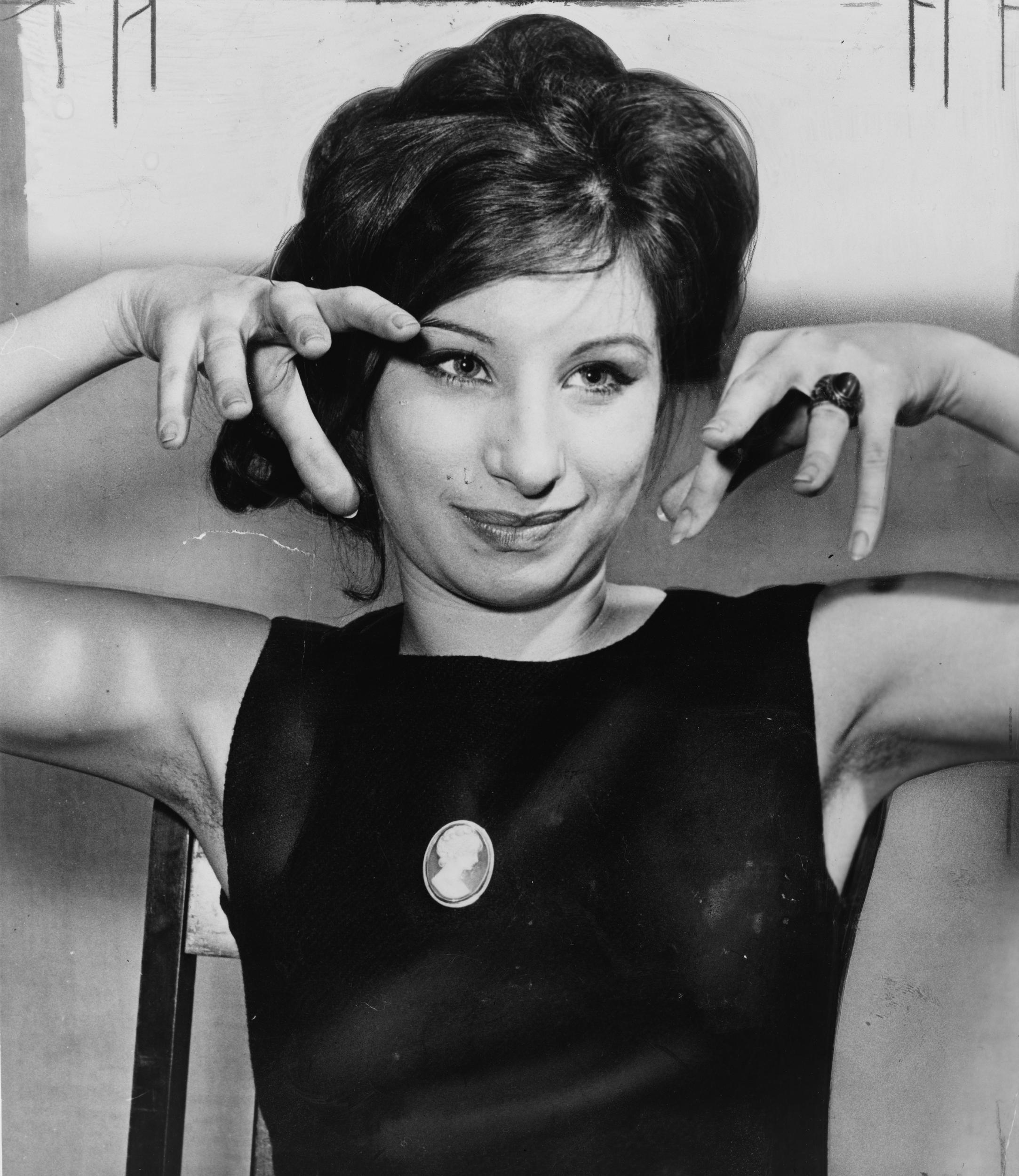
A Speak Now (Taylor’s Version) című albummal Swift megelőzte Barbra Streisandot (a képen), mint a Billboard 200-as listáján legtöbb listavezető albummal rendelkező női előadó

Megjelenésekor a Speak Now (Taylor’s Version) megdöntötte a Spotify-on a legtöbb 24 órás countryalbum-streamelés rekordját. Az Egyesült Államokban két hétig vezette a Billboard 200-as listát, ezzel Swift 12. listavezető albuma lett. Az első heti adatok 716 000 albumnak megfelelő egységet tartalmaztak, beleértve 507 000 eladást, amivel 2014 decembere óta a legnagyobb heti eladást érte el countryalbumok tekintetében. Swift új rekordokat állított fel a női előadók között a slágerlisták történetében a legtöbb listavezető album (12) és a legtöbb egymást követő év új listavezető albummal (5), megelőzve Barbra Streisandot és Miley Cyrust. Azon a héten, amikor a Speak Now (Taylor’s Version) debütált a lista élén, Swift lett az első nő, akinek négy albuma is bekerült a top 10-be ugyanazon a héten, az első nő és élő szólista, akinek egyszerre 11 albuma szerepelt a slágerlistán (a The Beatles és Prince után), és az első előadó, akinek kilenc albuma egyenként legalább 500 000 példányban kelt el egy hét alatt. A Speak Now (Taylor’s Version) mind a 22 dala felkerült a Billboard Hot 100-as listájára, ezzel Swift összess slágerlistás dalainak a száma 212 dalra emelkedett. Az album a Swift nyolcadik első helyezést érte el a Top Country Albums listáján, és minden dala felkerült a Hot Country Songs listára, hét pedig a top 10-be is bejutott.
A Speak Now (Taylor’s Version) az Egyesült Királyság albumlistájának élén debütált 67 000 eladott egységgel, meghaladva a 2010-es album csúcsát (hatodik hely) és megduplázva annak első heti eladásait. Swift lett a legkelendőbb női előadó, aki 10 listavezető albumot gyűjtött össze az Egyesült Királyságban, megelőzve Madonnát. Ausztráliában a Speak Now (Taylor’s Version) az ARIA albumlista élén debütált, letaszítva Swift Midnights (2022) című albumát az első helyről. Ez lett Swift 11. listavezető albuma, és ő lett az első előadó, aki önmagát váltotta az első helyen. Az album szintén listavezető lett Argentínában, Belgiumban (Flandria), Kanadában, Írországban, Hollandiában, Új-Zélandon, Spanyolországban és Svédországban.

## Elismerés
Július 10-én az Egyesült Államok Szövetségi Nyomozó Irodája (FBI) washingtoni hivatala kiadott egy, a Speak Now (Taylor’s Version) borítójának a stílusában készített egy posztot a lemez hátuljáról, amelyben arra buzdítja a közösségi média felhasználóit, hogy tegyenek bejelentéseket a lehetséges bűncselekményekről, a számok címeit pedig olyan bűncselekményekkel helyettesítve, mint a terrorizmus, a kiberbűnözés, a kémelhárítás, a polgári jogok, a közkorrupció, a tömegpusztító fegyverek, a szervezett bűnözés, az erőszakos bűncselekmények és a fehérgalléros bűnözés. A SoFi Stadionban megrendezett hat teltházas The Eras Tour-koncertek tiszteletére a Los Angeles Live Grammy Múzeuma egy pop-up kiállítást szervezett 2023. augusztus 2. és szeptember 18. között, amelyen Swift 11 ruháját és két hangszerét mutatták be az I Can See You videoklipből. A 2023-as Billboard Music Awards díjátadón a Speak Now (Taylor’s Version) című albumot jelölték a legjobb countryalbum kategóriában, de alulmaradt Morgan Wallen One Thing at a Time című albumával szemben.

## Dallista
Az összes dal szerzője Taylor Swift. 
| Speak Now (Taylor’s Version) | Speak Now (Taylor’s Version)                         | Speak Now (Taylor’s Version)  | Speak Now (Taylor’s Version) | Speak Now (Taylor’s Version) | Speak Now (Taylor’s Version) | Speak Now (Taylor’s Version) | Speak Now (Taylor’s Version) | Speak Now (Taylor’s Version) | Speak Now (Taylor’s Version) |
|                              | Cím                                                  | Producer(ek)                  | Hossz                        |                              |                              |                              |                              |                              |                              |
| ---------------------------- | ---------------------------------------------------- | ----------------------------- | ---------------------------- | ---------------------------- | ---------------------------- | ---------------------------- | ---------------------------- | ---------------------------- | ---------------------------- |
| 1.                           | Mine                                                 | Taylor Swift Christopher Rowe | 3:51                         |                              |                              |                              |                              |                              |                              |
| 2.                           | Sparks Fly                                           | Swift Rowe                    | 4:21                         |                              |                              |                              |                              |                              |                              |
| 3.                           | Back to December                                     | Swift Rowe                    | 4:54                         |                              |                              |                              |                              |                              |                              |
| 4.                           | Speak Now                                            | Swift Rowe                    | 4:02                         |                              |                              |                              |                              |                              |                              |
| 5.                           | Dear John                                            | Swift Rowe                    | 6:45                         |                              |                              |                              |                              |                              |                              |
| 6.                           | Mean                                                 | Swift Rowe                    | 3:58                         |                              |                              |                              |                              |                              |                              |
| 7.                           | The Story of Us                                      | Swift Rowe                    | 4:27                         |                              |                              |                              |                              |                              |                              |
| 8.                           | Never Grow Up                                        | Swift Rowe                    | 4:52                         |                              |                              |                              |                              |                              |                              |
| 9.                           | Enchanted                                            | Swift Rowe                    | 5:53                         |                              |                              |                              |                              |                              |                              |
| 10.                          | Better than Revenge                                  | Swift Rowe                    | 3:40                         |                              |                              |                              |                              |                              |                              |
| 11.                          | Innocent                                             | Swift Rowe                    | 5:01                         |                              |                              |                              |                              |                              |                              |
| 12.                          | Haunted                                              | Swift Rowe                    | 4:05                         |                              |                              |                              |                              |                              |                              |
| 13.                          | Last Kiss                                            | Swift Rowe                    | 6:09                         |                              |                              |                              |                              |                              |                              |
| 14.                          | Long Live                                            | Swift Rowe                    | 5:17                         |                              |                              |                              |                              |                              |                              |
| 15.                          | Ours                                                 | Swift Rowe                    | 3:55                         |                              |                              |                              |                              |                              |                              |
| 16.                          | Superman                                             | Swift Rowe                    | 4:34                         |                              |                              |                              |                              |                              |                              |
| 17.                          | Electric Touch (a Fall Out Boy közreműködésével)     | Swift Aaron Dessner           | 4:26                         |                              |                              |                              |                              |                              |                              |
| 18.                          | When Emma Falls in Love                              | Swift Dessner                 | 4:12                         |                              |                              |                              |                              |                              |                              |
| 19.                          | I Can See You                                        | Swift Jack Antonoff           | 4:33                         |                              |                              |                              |                              |                              |                              |
| 20.                          | Castles Crumbling (Hayley Williams közreműködésével) | Swift Antonoff                | 5:06                         |                              |                              |                              |                              |                              |                              |
| 21.                          | Foolish One                                          | Swift Dessner                 | 5:11                         |                              |                              |                              |                              |                              |                              |
| 22.                          | Timeless                                             | Swift Antonoff                | 5:21                         |                              |                              |                              |                              |                              |                              |
| 104:33                       |                                                      |                               |                              |                              |                              |                              |                              |                              |                              |

Megjegyzések
- Az 1–22. számok alcíme „Taylor’s version”; a 17–22. számok pedig a következő alcímet kapták: „From the Vault”.
- Az album CD-kiadása két részből áll; az egyik az 1–16., a másik a 17–22. számokat tartalmazza.
- Az eredeti album deluxe kiadásán szereplő If This Was a Movie újrafelvétele nem került fel az albumra, hanem külön jelent meg digitális platformokon, a The Eras Tour kezdetének megünneplésére.

## Közreműködők

### Zenészek
- Taylor Swift – vokál (minden szám), háttérvokál (1–16)
- Mike Meadows – akusztikus gitár (1–16), háttérvokál (1–3, 5, 7, 8, 11, 13–16, 18), Hammond B3 (1–3, 5, 7, 12, 14, 16), mandolin (2, 3, 6, 7, 12, 16), taps (4, 6), orgona (4), bendzsó (6), elektromos gitár (10)
- Amos Heller – basszusgitár (1–7, 9–16), taps (4, 6)
- Matt Billingslea – dobok, ütőhangszerek (1–7, 9–16); taps (4, 6), vibrafon (5)
- Max Bernstein – elektromos gitár (1–6, 10–12, 14, 16), szintetizátor (1, 5, 7, 11, 14), szintetizátorpadok (3), akusztikus gitár (7, 13), vonós hangszerek (11), billentyűk (15)
- Paul Sidoti – slide gitár (1), elektromos gitár (2–7, 9–16), akusztikus gitár (3, 6), ukulele (15)
- David Cook – zongora (2, 5, 11, 12–14)
- Jonathan Yudkin – hegedű (2, 6)
- London Contemporary Orchestra[c] – vonós hangszerek (3, 9, 12)
- Liz Huett – háttérvokál (4, 6, 7, 16)
- Caitlin Evanson – háttérvokál (6, 11, 14)
- Christopher Rowe – háttérvokál (9, 18, 22)
- Brian Pruitt – dobprogramozás (10, 13, 14)
- Aaron Dessner – akusztikus gitár, basszusgitár, szintetizátor (17, 18, 21); elektromos gitár (17, 18), ütőhangszerek (17, 21), zongora (18, 21), dobprogramozás (21)
- Josh Kaufman – elektromos gitár, orgona (17, 18, 21); zongora (17, 21), akusztikus gitár (17), bendzsó (18); billentyűk, szintetizátor (21)
- Thomas Bartlett – billentyűk, zongora, szintetizátor (17)
- Benjamin Lanz – szintetizátor (17, 18, 21)
- James McAlister – szintetizátor (17, 18, 21); dobok, ütőhangszerek (18, 21); dobprogramozás (21)
- Joe Russo – dobok, ütőhangszerek (17)
- Patrick Stump – elektromos gitár, vokál (17)
- James Krivchenia – dobok (18), ütőhangszerek (18)
- Jack Antonoff – akusztikus gitár, basszusgitár, elektromos gitár (19, 20, 22); szintetizátorprogramozás (19, 20); 12 húros akusztikus gitár, háttérvokál, billentyűk (19); dobok, zongora (20); Mellotron (22)
- Sean Hutchinson – dobok, ütőhangszerek (19, 20, 22)
- Mikey Freedom Hart – elektromos gitár (19), szintetizátor (19, 20), elektronikus zongora (19)
- Evan Smith – szaxofon (19, 20, 22), fuvola (20, 22); elektromos gitár, orgona, szintetizátor (22), ukulele (22)
- Eric Byers – cselló (20)
- Bobby Hawk – hegedű (20)
- Hayley Williams – vokál (20)

### Utómunka
- Randy Merrill – maszterelés
- Serban Ghenea – hangkeverés (1–16, 19, 20, 22)
- Jonathan Low – keverés, hangmérnök (17, 18, 21)
- David Payne – hangmérnök (1–16)
- Derek Garten – hangszerkesztő szoftverek, mérnök, programozó (1–16)
- Jeremy Murphy – hangmérnök (3, 9, 12)
- Aaron Dessner – hangmérnök (17, 18, 21)
- David Hart – hangmérnök (19, 20)
- Evan Smith – hangmérnök (19, 20, 22)
- Jack Antonoff – hangmérnök (19, 20, 22)
- Laura Sisk – hangmérnök (19, 20, 22)
- Mikey Freedom Hart – hangmérnök (19, 20)
- Sean Hutchinson – hangmérnök (19, 20, 22)
- Eric Byers – hangmérnök (20)
- Jon Gautier – hangmérnök (20)
- Bryce Bordone – keveréstechnika (1–16, 19, 20, 22)
- Christopher Rowe – hangmérnök
- Taylor York – hangmérnök (20)
- Lowell Reynolds – szerkesztés, kiegészítő mérnöki tevékenység (1–16)
- Bella Blasko – kiegészítő mérnöki tevékenység (17, 18)
- Benjamin Lanz – kiegészítő mérnöki tevékenység (17, 18)
- James McAlister – kiegészítő mérnöki tevékenység (17, 18)
- Thomas Bartlett – kiegészítő mérnöki tevékenység (17)
- Patrick Stump – kiegészítő mérnöki tevékenység (17)
- John Rooney – asszisztens hangmérnök (19, 20, 22)
- Jon Sher – asszisztens hangmérnök (19, 20, 22)
- Megan Searl – hangmérnöki közreműködés (19, 20, 22)

## Slágerlisták
| Slágerlista (2023)                            | Legmagasabb pozíció |
| --------------------------------------------- | ------------------- |
| Argentína (CAPIF)                             | 1                   |
| Ausztrália (ARIA Top 50 Albums)               | 1                   |
| Ausztrália (ARIA Country Albums)              | 1                   |
| Ausztria (Ö3 Austria Top 40)                  | 26                  |
| Belgium (Ultratop Flandria)                   | 1                   |
| Belgium (Ultratop Vallónia)                   | 2                   |
| Csehország (ČNS IFPI Albums Top 100)          | 3                   |
| Dánia (Hitlisten Album Top 40)                | 6                   |
| Egyesült Királyság (UK Albums Chart)          | 1                   |
| Egyesült Királyság (Scottish Albums)          | 1                   |
| Finnország (Musiikkituottajat Albumit Top 50) | 6                   |
| Franciaország (SNEP Album Top 100)            | 2                   |
| Hollandia (Dutch Charts Album Top 100)        | 1                   |
| Horvátország (HDU)                            | 1                   |
| Izland (Tónlistinn)                           | 3                   |
| Írország (IRMA)                               | 1                   |
| Japán (Oricon)                                | 11                  |
| Japán (Oricon Combined Albums)                | 17                  |
| Japán (Billboard Hot Albums)                  | 9                   |
| Kanada (Billboard Canadian Albums Chart)      | 1                   |
| Lengyelország (ZPAV Album Top 50)             | 3                   |
| Litvánia (AGATA)                              | 10                  |
| Magyarország (MAHASZ Top 40 albumlista)       | 3                   |
| Németország (Offizielle Top 100)              | 35                  |
| Norvégia (VG-lista Album Top 40)              | 2                   |
| Olaszország (FIMI Album Top 20)               | 4                   |
| Spanyolország (PROMUSICAE Top 100 Álbumes)    | 1                   |
| Svédország (Sverigetopplistan Top 60 Albums)  | 1                   |
| Szlovákia (ČNS IFPI)                          | 3                   |
| USA Billboard 200                             | 1                   |
| USA Top Country Albums (Billboard)            | 1                   |
| Új-Zéland (Recorded Music NZ Top 40 Albums)   | 1                   |

| Slágerlista (2023) | Pozíció |
| ------------------ | ------- |
| Uruguay (CUD)      | 1       |

| Slágerlista (2023)                 | Pozíció |
| ---------------------------------- | ------- |
| Ausztrália (ARIA)                  | 7       |
| Belgium (Ultratop Flanders)        | 27      |
| Belgium (Ultratop Wallonia)        | 164     |
| Egyesült Királyság (OCC)           | 24      |
| Franciaország (SNEP)               | 123     |
| Hollandia (Album Top 100)          | 40      |
| Kanada (Billboard)                 | 22      |
| Magyarország (MAHASZ)              | 52      |
| Spanyolország (PROMUSICAE)         | 39      |
| USA Billboard 200                  | 11      |
| USA Top Country Albums (Billboard) | 4       |
| Új-Zéland (RMNZ)                   | 19      |

| Slágerlista (2024)                 | Pozíció |
| ---------------------------------- | ------- |
| Ausztrália (ARIA)                  | 39      |
| Ausztrália (ARIA Country Albums)   | 7       |
| Belgium (Ultratop Flanders)        | 70      |
| Egyesült Királyság (OCC)           | 88      |
| Portugália (AFP)                   | 170     |
| Spanyolország (PROMUSICAE)         | 72      |
| USA Billboard 200                  | 28      |
| USA Top Country Albums (Billboard) | 6       |
| Új-Zéland (RMNZ)                   | 39      |

## Minősítések
| Régió                                                            | Minősítés  | Eladott példányszám |
| ---------------------------------------------------------------- | ---------- | ------------------- |
| Ausztrália (ARIA)                                                | platina    | 70 000‡             |
| Brazília (Pro-Música Brasil)                                     | 2× platina | 80 000‡             |
| Dánia (IFPI Denmark)                                             | arany      | 10 000‡             |
| Egyesült Királyság (BPI)                                         | platina    | 300 000‡            |
| Franciaország (SNEP)                                             | arany      | 50 000‡             |
| Kanada (Music Canada)                                            | 2× platina | 160 000‡            |
| Lengyelország (ZPAV)                                             | arany      | 10 000‡             |
| Olaszország (FIMI)                                               | arany      | 25 000‡             |
| Spanyolország (PROMUSICAE)                                       | arany      | 20 000‡             |
| Új-Zéland (RMNZ)                                                 | platina    | 15 000‡             |
| ‡ Eladási+streaming példányszámok kizárólag a minősítés alapján. |            |                     |

## Kiadások
| Első megjelenési dátum | Kiadás(ok) | Formátum(ok)                               | Ref.    |
| ---------------------- | ---------- | ------------------------------------------ | ------- |
| 2023. július 7.        | Standard   | Digitális, streaming, CD, bakelit, kazetta | [ 108 ] |

## Fordítás
Ez a szócikk részben vagy egészben  a   Speak Now (Taylor’s Version) című angol Wikipédia-szócikk ezen változatának fordításán alapul.  Az eredeti cikk szerkesztőit annak laptörténete sorolja fel. Ez a jelzés csupán a megfogalmazás eredetét és a szerzői jogokat jelzi, nem szolgál a cikkben szereplő információk forrásmegjelöléseként.